# Стојан Љубић
Стојан Љубић (Вујаново, код Бојника, 2. април 1916 — Косанчић, код Бојника, 15. децембар 1943) био је учесник Народноослободилачке борбе и народни херој Југославије.

## Биографија
Рођен је 2. априла 1916 Вујанову, код Бојника. Потицао је из земљорадничке породице. Основну школу је завршио у родном месту, а гимназију је похађао у Лесковцу и Београду, где је матурирао. У току школовања приступио је омладинском револуционарном покрету. Током студија на Правном факултету у Београду, припадао је револуционарном студентском покрету. Био је учесник демонстрација и штрајкова, које је организовала студентска омладина, а 27. марта 1941. био је активан учесник антифашистичких манифестација поводом подршке одбијања Тројног пакта. У чланство Комунистичке партије Југославије (КПЈ) примљен је 1941. године.
Априлски рат и окупација Југославије 1941. затекли су га у Београду, где је првих месеци окупације активно учествовао у Народноослободилачком покрету (НОП) вршећи акције и диверзије против окупатора. У јесен 1941. упућен је у Посавски партизански одред, где је био на дужности командира Треће чете Првог батаљона. У току Прве непријатељске офанзиве, Посавски одред се повлачио према Ужицу, где су две чете одреда, заједно са Радничким батаљоном, учествовале у борби на Кадињачи, 29. новембра 1941. године. У овој борби Љубић је рањен.
После повлачења у главнине партизанских снага у Санџак и њихове реорганизације, одлуком КПЈ упућен је у родни крај. По доласку у Јабланицу, био је постављен за командира тада формиране Оранске партизанске чете, која је под његовом командом водила успешне борбе против окупатора и четника Косте Пећанца, крајем 1941. и почетком 1942. године. У овом периоду, користио се илегалним именом Столе Вујановски.
Током 1942. радио је на организационом јачању Јабланичког, а потом и Јабланичко-пасјачког партизанског одреда. Своје стечено ратничко искуство, преносио је на нове борце, којима је одржао низ предавања из војне теорије. Ово је било значајно за оспособљавање војног кадра и бораца за оружане акције. Као заменик политичког комесара Јабланичко-пасјачког одреда, учествовао је у формирању партијских актива и организација на терену Пусте Реке. Фебруара 1943. приликом формирања Првог јужноморавског партизанског одреда постављен је за команданта Првог лесковачког батаљона Коста Стаменковић. Када је нешто касније у одреду формиран Први ударни батаљон, постављен је за његовог команданта.
Почетком октобра 1943. када је формирана Прва јужноморавска ударна бригада, постављен је за команданта њеног Првог батаљона, а када је крајем новембра исте године формирана Друга јужноморавска бригада постављен је за заменика команданта. Када је 8. децембра 1943. дотадашњи командант бригаде Драгослав Петровић Горски прешао на дужност команданта Оперативног штаба, Љубић је преузео команду над бригадом. Како би зауставили офанзиву четничких снага, под командом мајора Младена Младеновића Викотра, Оперативни штаб је наредио Штабу Друге јужноморавске бригаде, да своје јединице распореди на положајима западно и југозападно од Косанчића, на узвишењима испред Обилића. Пошто су се четници утврдили у Косанчићу, Оперативни штаб је донео одлуку да и опколи и у против удару уништи.  Напад на четнике почео је 15. децембра 1943, а у борбеном строју су се нашли командант бригаде и политички комесар Владимир Букилић Мићо.
Док се део Штаб мајора Младеновића и део четничких снага повлачио из села, из утврђених положаја у самом селу пружан је снажан отпор, како би се њима омогућила одступница преко дела који нису запоселе партизанске снаге. У жељи да што пре сломе четнички отпор и заробе њихов Штаб, партизанске снаге су започеле борбу прса у прса, а у овај окршај укључили су се командант и политички комесар бригаде. Командант Стојан Љубић тада се нашао са групом бомбаша из Другог батаљона, који су опседали кућу са чијих прозора није престајала четничка паљба. Четници су користили таван куће и одозго бацали бомбе, које су партизане спречавале у наступању. Приликом напада бомбаша, Љубић је био смртно рањен, након чега га је група бораца извукла са бојишта и предало болничарима, али је он преминуо.  Његова погибија била је подстрек борцима да крену у јуриш у коме су четничке снаге разбијене.
Одлуком Председништва Антифашистичког већа народног ослобођења Југославије (АВНОЈ), а на предлог маршала Југославије Јосипа Броза Тита, на дан капитулације Трећег рајха 9. маја 1945. за осведочена херојска дела на бојном пољу проглашен је за народног хероја Југославије. Истом одлуком, за народне хероје проглашена је група партизанских руководилаца из Србије, међу којима су били — Бранко Крсмановић, Милан Благојевић, Ратко Павловић Ћићко, Милинко Кушић и Вељко Дугошевић.
Основна школа у Косанчићу носи његово име.